# 寺師茂樹
寺師 茂樹（てらし しげき、1955年2月16日 - ）は、日本の自動車技術者、実業家で、豊田自動織機顧問、中部経済連合会副会長。2024年6月の株主総会をもって豊田自動織機の代表取締役会長に就任。トヨタ自動車代表取締役副社長、同社取締役執行役員CCO兼CPO、EV C.A. Spirit代表取締役プレジデント、同社Executive Fellow、日野自動車取締役、ダイハツ工業取締役、自動車技術会会長などを歴任。

## 人物・経歴
兵庫県生まれ。神戸大学大学院工学研究科修士課程計測工学専攻修了後、1980年トヨタ自動車に入社。実験部を経て、1995年製品企画部門へ異動。2000年米国トヨタに駐在。帰国後の2005年1月トヨタ自動車第1トヨタセンターZSエグゼクティブチーフエンジニア。同時に13代目クラウンの開発も担当。2008年6月同社常務役員。同年6月トヨタモーターエンジニアリングアンドマニュファクチャリングノースアメリカ執行副社長。2011年5月トヨタ モーター エンジニアリング アンド マニュファクチャリング ノース アメリカ取締役社長兼COO。2012年4月トヨタモーターエンジニアリングアンドマニュファクチャリングソースアメリカ取締役社長兼CEO。同年4月トヨタ モーター ノース アメリカ取締役社長兼COO。2013年4月トヨタ自動車専務役員。同年6月同社取締役・専務役員。2015年6月同社代表取締役副社長、戦略副社長会事務局長、EV事業企画室担当、コーポレート戦略部担当、調査部担当、Chief Risk Officer。2017年同社取締役副社長に就くとともに、EV C.A. Spiritを設立し、同社代表取締役プレジデント兼務。2019年1月Chief Technology Officer。2020年4月トヨタ自動車取締役・執行役員Chief Competitive Officer、Chief Project Officer。同年5月自動車技術会会長。2021年1月トヨタ自動車Executive Fellowに就任。2023年6月中部経済連合会副会長。この他、コンポン研究所監査役、国際経済研究所取締役兼理事なども務めた。
2024年4月1日にトヨタ自動車Executive Fellowを退任し、同日に豊田自動織機の顧問に就任し、6月の同社の株主総会をもって代表権のある会長に就任した。これは同社のエンジン認証の不正問題などを受けて、豊田鐵郎会長と大西朗副会長が、それぞれ相談役、取締役に退くことによる人事である。